# Usumatlán
Usumatlán est une ville du Guatemala dans le département de Zacapa.